# Johann-Christian-Reinhart-Plakette

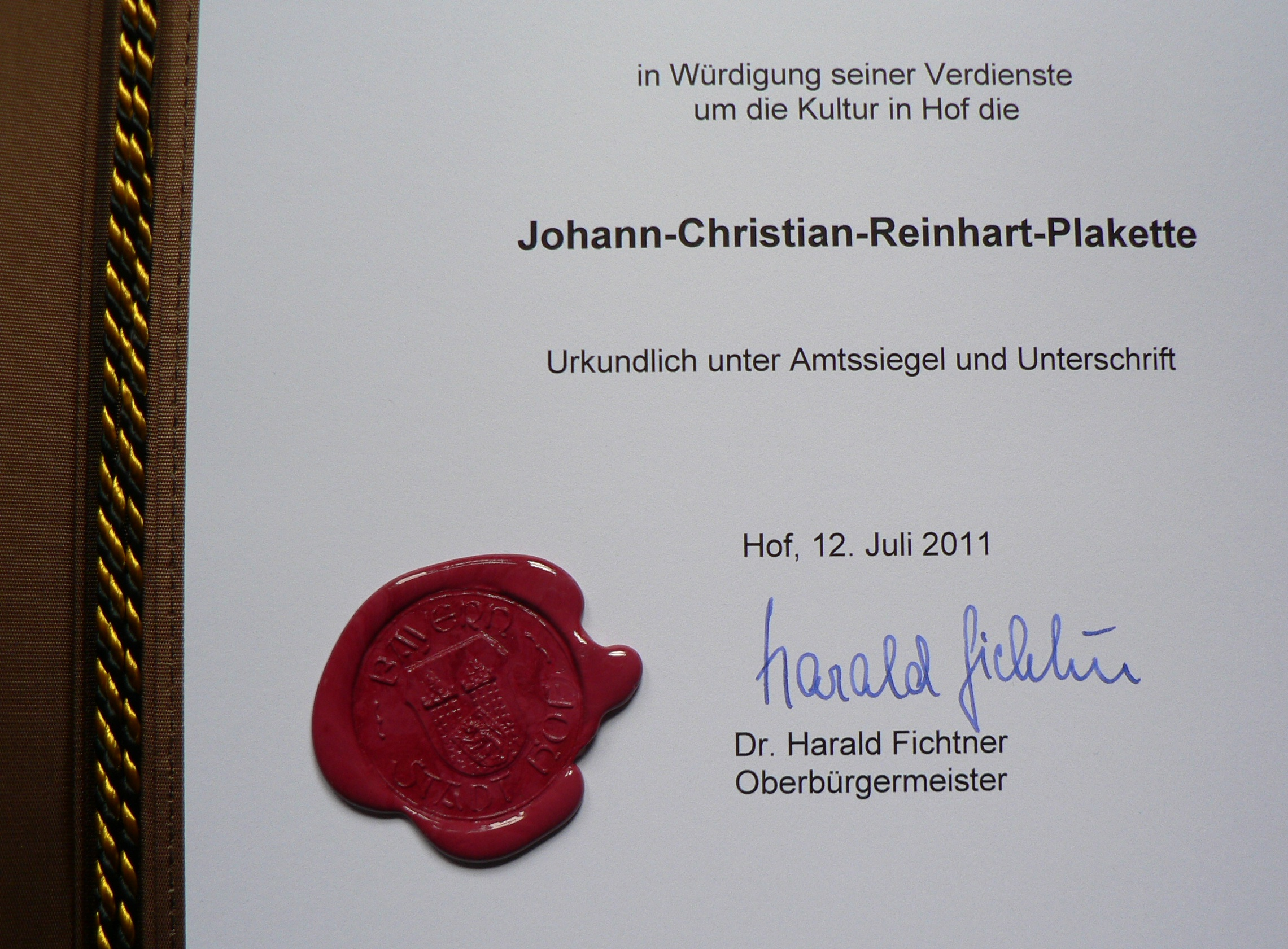
Urkunde

Rathaus der Stadt Hof (2022)

Die Johann-Christian-Reinhart-Plakette ist die höchste Auszeichnung der Stadt Hof für besondere kulturelle Leistungen. Sie wird an Personen verliehen, durch deren künstlerische, schriftstellerische, stadthistorische und denkmalpflegerische Leistungen die Kultur nachgewiesenermaßen eine Bereicherung erfährt. Sie wird auf Vorschlag des Hofer Stadtrates vom Oberbürgermeister verliehen (1989–2005 Dieter Döhla, 2005–2020 Harald Fichtner, ab 2020 Eva Döhla).
Der Künstler Johann Christian Reinhart wurde 1761 in Hof an der Saale geboren und starb 1847 in Rom. Ihm zu Ehren stiftete die Stadt Hof eine Plakette, die seit 1989 verliehen wird. Die Auszeichnung mit Überreichung einer Urkunde findet im Rahmen einer Feierstunde im Hofer Rathaus statt.
Träger der Johann-Christian-Reinhart-Plakette sind:
- 1 Axel Herrmann (1989), Autor, Direktor des Johann-Christian-Reinhart-Gymnasiums Hof[1]
- 2 Martin Grünert † (1989), Maler[2]
- 3 Emil Ressel † (1991), Karikaturist[3]
- 4 Werner Weinelt † (1991), Mitbegründer der Internationalen Hofer Filmtage[4]
- 5 Gert Beyer (1992), Maler, Grafiker und Objektkünstler[5]
- 6 Fritz Walther (1992), Chorleiter, Direktor des Schiller-Gymnasiums Hof[6]
- 7 Hans Hofmann (1993)
- 8 Rainer Hübsch (1993), Filmemacher[7]
- 9 Margarete Nolte † (1995)
- 10 Wolfgang Siegel † (1995), Unternehmer und Begründer der Wolfgang-Siegel-Stiftung[8]
- 11 Irmtraut Hauptmann (1997)
- 12 Josef Hauptmann † (1997)
- 13 Rudolf Macht † (1997)
- 14 Claus Henneberg (1998), Schriftsteller[9]
- 15 Edith Ruppert † (2000), Musiklehrerin
- 16 Reinhard Wachinger (2000), Kirchenmusikdirektor[10]
- 17 Kurt Hopf (2000), Leiter der Sternwarte Hof[11]
- 18 Ellen Mey (2003), Autorin
- 19 Hans Meyer (2003)
- 20 Werner Fink (2005), Posaunist[12]
- 21 Jürgen Ocker (2005), Chorleiter[13]
- 22 Rekkenze Brass (2006), Bläserensemble der Hofer Symphoniker[14]
- 23 Ralf Sziegoleit (2008), Journalist und Chef des Kulturressorts der Frankenpost[15]
- 24 Georg Stanek (2011), Stadt- und Dekanatskantor der evangelischen Stadtkirche St. Michaelis Hof[16]
- 25 Ludger Stühlmeyer (2011), Stadt- und Dekanatskantor der katholischen Stadtkirche St. Marien Hof, Komponist, Musikwissenschaftler
- 26 Ursula Hegels (2016)
- 27 Klaus Degner (2016)
- 28 IN.DIE.musik e. V. (2017)[17]
- 29 Michael Thumser (2020), Feuilletonist[18]
- 30 Dieter Richter (2023), Germanist und Autor[19]